# Ethel Gilmour
Ethel Keesler Gilmour (Cleveland, Estados Unidos, 29 de febrero de 1940-Medellín, Colombia, 22 de septiembre de 2008) fue una pintora estadounidense que desarrolló buena parte de su obra en Colombia, pese a su nacionalidad de origen. Realizó sus estudios en el Agnes Scott College de Atlanta (1962) y en el Instituto Pratt de Nueva York, donde obtuvo su maestría (1967).
Durante su permanencia en Estados Unidos evidenció un compromiso social con la niñez. Trabajó en el Centro Comunitario de Jamaica Plain en Boston. El objetivo de este lugar consistía en impartir la enseñanza de conocimientos en cocina y arte para evitar que los niños habitaran en la calle. Asimismo, trabajó en el Hospital General de Massachusetts con niños que habían atravesado por una cirugía de gravedad. Según Gilmour “la teoría de los médicos era que un niño solo se había recuperado cuando empezaba a jugar de nuevo, así que mi trabajo era volverlos a ‘traer a la vida’, a través del arte”.
A su salida de Estados Unidos, Gilmour visitó países como Bolivia, Francia, España, Rusia antes de establecerse en Colombia. Precisamente, en Rusia conocería a Jorge Alonso Uribe, quien sería su esposo y en 1971 se establecerían en Medellín. En esa ciudad Gilmour se desempeñó como profesora de pintura e hizo parte del grupo de fundadores del pregrado de Artes en la Universidad Nacional de Medellín. 
Realizó exposiciones individuales en Medellín y Georgia. Asimismo hizo exposiciones colectivas en ciudades como Bogotá y Cali. 
Durante el desarrollo de su obra recibió dos distinciones. En 1975, recibió el Primer Premio, Salón de Arte Joven otorgado por el Museo de Zea, de Medellín. Y, en 1980, recibió la Mención de la Biblioteca Pública Piloto de Medellín.
La obra de Gilmoure se caracteriza por tener grandes contrastes. Gran parte de sus pinturas retrataron la naturaleza y la vida cotidiana, pero también supo plasmar su punto de vista sobre el conflicto armado colombiano en un momento en el que el horror de la guerra no quería ser visualizada por la sociedad. Pese a esto, esa amarga realidad fue denunciada a través de sus coloridas pinturas que en cierta manera desconcertaban al espectador.
Fue en Medellín donde la violencia se convirtió en el tema de su pintura. Con respecto a esto dijo: “un pintor pinta lo que vive y lo que siente. Pinta su mundo y cómo este lo afecta íntimamente. Mi mundo en Medellín ha cambiado, de modo que mi pintura también ha cambiado. Mi mundo se tornó violento y mi pintura se volvió violenta. Durante los últimos diez años he pintado todo lo que nos ha pasado en la guerra, aquí en Medellín. No deseo pintar la violencia, pero ella está aquí a las puertas de mi casa y se arrastra hasta mis pinturas".